# Mindflow
Mindflow foi uma banda brasileira de metal progressivo fundada na cidade de São Paulo. A banda possuiu destaque nos Estados Unidos e teve seu espaço consolidado no cenário internacional.

## A banda
Criada em 2003, a banda lançou no mesmo ano seu primeiro trabalho: Just the Two of Us... Me and Them. A boa recepção do álbum levou o grupo a iniciar a turnê Let Your MindFlow realizada entre maio de 2004 e junho de 2006, passando pela Ásia, Europa e todo o Brasil, arrecadando prêmios em sites especializados e rádios do gênero.
Em 2005 o destino foi a Coreia do Sul, onde o MindFlow participou em dois festivais patrocinados pelo governo coreano na cidade de Daegu: E-Sports Festival, evento realizado numa avenida do centro da cidade, transmitido ao vivo na rede de televisão aberta do país; e atuou como banda principal no 2º Duryu Rock Festival. Além disso, a banda fez duas apresentações próprias na cidade de Seul. O MindFlow já havia embarcado para a Espanha em 2004 para participar no ProgMetal Fest, realizando shows em Madrid, Palência, Barcelona e Girona. Na cidade de Girona, a apresentação ocorreu na sala "La Mirona", uma das maiores do país, e na ocasião foi gravado um DVD do grupo.
No Brasil, o MindFlow passou pelos mais diversos centros urbanos do país, inclusive nas capitais nordestinas, Natal e Fortaleza. Algumas outras cidades que fizeram parte da turnê foram Curitiba, Belo Horizonte, Bauru, Santos, Limeira, Itatiba e Londrina. Na ocasião, o Mindflow se apresentou em casas de espetáculo como o Directv Music Hall de São Paulo; em São Caetano do Sul, no Victoria Hall; no Moinho São Roque de Curitiba e no Lapa Multishow, de Belo Horizonte; além de participar em prestigiados festivais, como o Brasil Metal Union (Itapevi). A banda se apresentou em 2006 juntamente com outras bandas de metal no festival Live'N'Louder, que ocorre em São Paulo.
Em 2011 a banda figurou na 17ª posição na lista das bandas mais ouvidas nas rádios estadunidenses, de acordo com o ranking divulgado pela "CMJ National Radio Tracking Report", e está na programação de mais de quarenta rádios locais com a canção "Break Me Out". No mesmo ano, a banda invadiu os aplicativos das redes sociais virtuais. Com 14 canções disponíveis, a banda conta com mais de 36 milhões de jogadas no orkut, no aplicativo Guitar Flash. A canção mais jogada da banda é "Breakthrough", com 16.207.091 acessos. Em seguida vem "Under an Alias", com 6.392.514 e "Destructive Device", com 2.902.661. Além dos aplicativos, o MindFlow é uma das bandas brasileiras a ter uma canção no jogo eletrônico Rock Band 3, disponível para os consoles Xbox 360 e PlayStation 3: a canção "Destructive Device". A outra banda brasileira é Eminence, com a canção Devils Boulevard.
Também em 2011, a banda foi escolhida pela inglesa UFO, uma das bandas mais antigas da história do heavy metal e hard rock, para fazer a abertura da turnê pela Costa Leste dos Estados Unidos em 2011, realizada em cidades como Nova Iorque, Chicago, Foxborough e Akron. Em um show realizado em 10 de maio do mesmo ano em New Hope, Pensilvânia, o famoso baterista Mike Portnoy foi pessoalmente assisti-los.
Em 2013 realizaram nos Estados Unidos a turnê "Take Action Tour", passando por dezenas de cidades. Ainda neste ano, em novembro, seria realizado um show em São Paulo, que foi cancelado por motivos profissionais, com a banda viajando novamente aos EUA. Desde então, houve um hiato nas atividades do grupo, que retornou em 2016 com a música "I Will Rescue You".

## Álbuns
Em 2003 a banda lançou seu primeiro trabalho, Just the Two of Us... Me and Them, que desde então já foi lançado em mais de 60 países. O álbum foi gravado, mixado e masterizado no Mosh Studios. A mixagem ficou a cargo de Guilerme Canaes, a masterização por Walter Lima e a produção por Joe Moghrabi e Mindflow.
Em 2005 a banda lançou seu segundo Fluxo de Pensamento: "Mind Over Body". O disco foi gravado e mixado por Guilherme Canaes no estúdio Mega, produzido pela Unlock your Mind Productions e masterizado pelo americano George Marino no Sterling Sound, em Nova Iorque. Ademais, é acompanhado de um ensaio fotográfico com oito imagens e de um encarte extra - Follow your Instinct Comic Book.
De 2008 a 2009 a banda realizou turnê pelos E.U.A. divulgando o álbum Destructive Device, gravado no estúdio Mosh em São Paulo. A produção do terceiro disco ficou a cargo de Ben Grosse, conhecido por já ter trabalhado com Marilyn Manson, Disturbed, Slipknot e Megadeth. Ben Grosse trabalhou juntamente com o engenheiro de som Michael Tuller.
O álbum da banda intitulado 365, finalizado em 2010, foi masterizado por Ted Jensen, que já trabalhou com bandas como AC/DC e Metallica.
Em 2011 a banda lançou o álbum With Bare Hands e o primeiro single do álbum é Shuffle up and Deal. O álbum saiu pela Nightmare Records.

## Formação

### Integrantes
- Danilo Herbert - vocal principal
- Rafael Pensado - bateria, vocal de apoio
- Ricardo Winandy - baixo
- Rodrigo Hidalgo - guitarra, violão, vocal de apoio

### Ex-integrante
- Miguel Spada - teclados, vocal de apoio

## Discografia
Álbuns de estúdio
- Just the Two of Us... Me and Them (2003)
- Mind Over Body (2005)
- Destructive Device (2009)
- 365 (2010)
- With Bare Hands (2011)

Eps
- Words of Wisdom (2004) Edição especial europeia

## Videografia
Shows
- Mindflow em Girona (2004). Gravado ao vivo na sala "La Mirona" - Girona, Espanha.
- The Logic Behind Heads or Tails (2004). Imagens gravadas em apresentações no Directv Music Hall.

Videoclipes
- Invisible Messages (2005). Filmado em película
- Breakthrough (2008)
- Thrust Into This Game (2009)
- Break Me Out (2010)